# 萨姆·康拉德
萨姆·康拉德（英語：Sam Conrad，1980年10月27日—），澳大利亚男子赛艇运动员。他曾代表澳大利亚参加世界赛艇锦标赛，获得一枚金牌。他也曾参加2008年夏季奥林匹克运动会。